# 엘리자베스 알렌

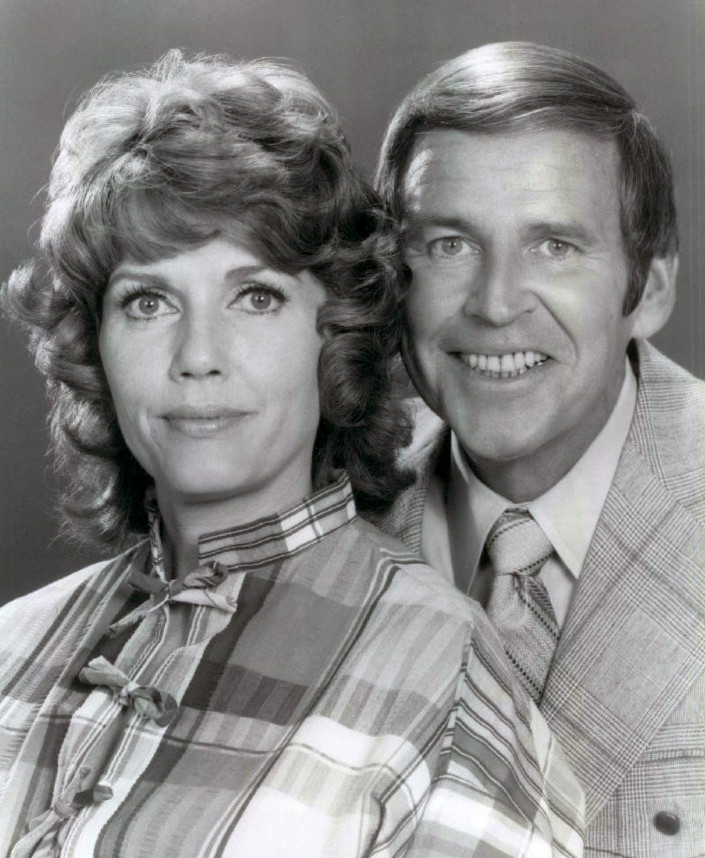
1972년 폴 린드와 함께

엘리자베스 앨런(Elizabeth Allen, 1929년 1월 25일 ~ 2006년 9월 19일)은 미국의 배우, 모델이다.
저지시티에서 태어났다.

## 출연 작품

### 영화
- 폴 뉴먼의 고독한 관계 (1960)
- 도노반의 산호초 (1963) - 어밀리아 세라 데덤 역
- Diamond Head (1963)
- 샤이안 (1964)
- 별이 빛나는 소녀 (1971, Star Spangled Girl)
- 캐리 트리트먼트 (1972)

### 텔레비전
- 도망자 (1963-66)